# 大香港 (電視劇)
《大香港》（英語：The Battle Among the Clans）是香港電視廣播有限公司拍攝製作的懷舊劇集，全劇共30集，由招振強擔任監製。此劇是周潤發跟關禮傑至今為止唯一之合作。

## 故事大綱
香港重光後，社會一片混亂，駱中興 ( 周潤發飾 ) 家族和鄧沛儒 ( 劉兆銘飾  ) 的上海幫展開連場惡鬥。中興在幕後操縱一切，並利用養子康鈞 ( 關禮傑飾 ) 為自己賣命，偽善地活躍上流社會。
後沛儒被手下吳日天 ( 戴志偉飾 ) 陷害，並奪其位。日天勾結中興的結拜兄弟陸海 ( 曾江飾 ) 圖謀侵吞駱氏家族，中興得悉，派鈞往對付海，卻因此令鈞得悉其生父是中興所殺，兩人漸生隔膜。及後兩人竟同時愛上女護士舒薇( 龔慈恩飾 )，鈞情義兩難，唯退出逃避。
鈞逃亡澳門，自立門戶，勢力日增。這時中興被綁，薇遂向鈞求救，兩人舊情復熾之際，鈞卻因醉酒令中興的二女駱雲芝 ( 陳安瑩飾 ) 意外懷孕，薇傷心失望，憤而嫁予中興。自此中興、薇、鈞三人的感情更是糾纏不清。
另一方面，中興查出綁架乃日天策劃，殺日天報復。剩下中興、鈞和海三股惡勢力對峙，鬥爭進入緊張的局面......

## 演員表
- 周潤發 飾 駱中興
- 關禮傑 飾 康　鈞
- 龔慈恩 飾 舒　薇
- 劉青雲 飾 林　祖
- 戴志偉 飾 吳日天
- 呂　方 飾 王帝权
- 曾　江 飾 陆　海
- 潘宏彬 飾 駱震華
- 陈安莹 飾 骆云芝
- 高妙思 飾 孟　霞
- 许绍雄 飾 华　彪
- 黄允材 飾 康定山
- 刘兆铭 飾 邓沛儒
- 关海山 飾 曾　翁
- 秦　煌 飾 冯先生
- 黎美娴 飾 阿　嬌
- 吳镇宇 飾 杀　手
- 欧阳震华 飾 梅律師
- 葉麗霞 飾 小蘭芳
- 曾建明
- 陳狄克 飾 阿 龍
- 黃一飛 飾 林 祖父親
- 梅 蘭 飾 林 祖母親

## 軼事
- 原定男、女主角分別為劉德華、藍潔瑛，後二人因合約問題被無綫雪藏，後改由關禮傑、龔慈恩頂上。

## 影碟發行
以下所有影碟發行均由電視廣播(國際)有限公司授權：
香港發行代理商現代音像(國際)有限公司於2006年推出發行了《大香港》DVD及VCD影碟零售版本，DVD影碟收錄全套30集，一套共有8隻碟分為兩盒影碟，設有粵語及國語發音版本，自選開啟或關閉繁體中文及簡體中文字幕；VCD影碟將已播放的集數並製作成18隻碟作為片段完整及無刪剪版本，一套共分為兩盒影碟，每隻碟跟電視劇的每集片長約60分鐘一樣，設有粵語及國語發音版本並配上繁體中文字幕。
台灣發行代理商弘音多媒體科技股份有限公司於2007年推出發行了《大香港》DVD影碟零售版本，此影碟燒錄DVD香港版的全部集數及碟數(其中全部碟數均設有香港版的目錄選單)。
馬來西亞發行代理商Multimedia Entertainment Sdn Bhd於2012年推出發行了《大香港》DVD影碟零售版本，此影碟收錄全套30集，共6隻碟，設有粵語及國語發音版本，自選開啟或關閉簡體中文及英文字幕。

## 電視節目的變遷
| 上一套： 薛仁貴征東 -5月24日 | 翡翠台第三綫劇集(1985) 大香港 5月27日-7月5日 | 翡翠台第三綫劇集(1985) 大香港 5月27日-7月5日 | 下一套： 種計 7月8日- |

| 香港無綫電視翡翠台 星期一至五 20:30-21:30 時段 | 香港無綫電視翡翠台 星期一至五 20:30-21:30 時段 | 香港無綫電視翡翠台 星期一至五 20:30-21:30 時段 |
| ---------------------------------------------- | ---------------------------------------------- | ---------------------------------------------- |
|                                                | 大香港 (1985.05.27 - 1985.07.05)               |                                                |
| 薛仁貴征東 (1985.04.29 - 1985.05.24)           | 種計 (1985.07.08 - 1985.08.02)                 |                                                |